# Lathys humilis
Lathys humilis là một loài nhện trong họ Dictynidae. Chúng được John Blackwall miêu tả năm 1855.

## Hình ảnh

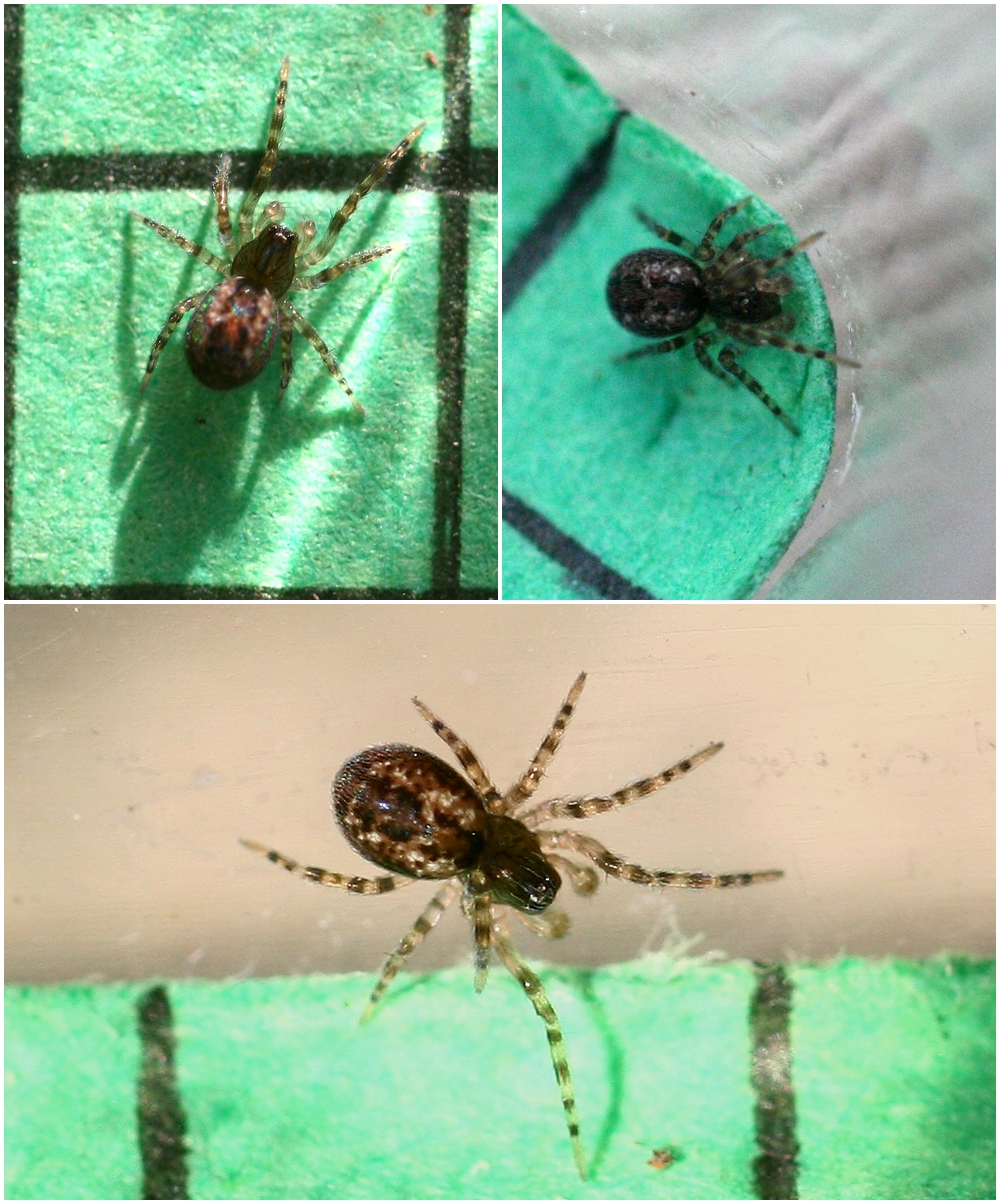